# Фільчаков Олександр Васильович
Олександр Васильович Фільчаков (нар. 20 квітня 1979, Харків, УРСР, СРСР) — український державний службовець і науковець, прокурор Харківської області (з 2019), старший радник юстиції, кандидат юридичних наук, заслужений юрист України. 

## Життєпис
Закінчив школу в 1996 і вступив до Юридичної академії України імені Ярослава Мудрого (Харків), яку закінчив в 2001 році. У 2005 закінчив Національний аерокосмічний університет імені М. Е. Жуковського «Харківський авіаційний інститут» за спеціальністю «фінанси».
У 2002—2006 працював у прокуратурі Дергачівського району Харківської області: стажером на посаді помічника прокурора, помічником, старшим помічником прокурора району, слідчим прокуратури.
З лютого 2006 по жовтень 2007 — в прокуратурі Харківської області на посадах: прокурор відділу нагляду за дотриманням законів органами СБУ, державної митної служби та Державної прикордонної служби України під час здійснення оперативно-розшукової діяльності, дізнання та досудового слідства управління нагляду за дотриманням законів органами, які проводять оперативно-розшукову діяльність, дізнання та досудове слідство прокуратури Харківської області;
З жовтня 2007 по листопад 2009 повертається в прокуратуру Дергачівського району і працює на посаді заступника прокурора району, далі, з листопада 2009 по вересень 2010 на такій самій посаді в прокуратурі Московського району міста Харкова.
З вересня 2010 по березень 2014 працював прокурором Дергачівського району, а з листопада 2014 — тимчасово виконував обов'язки керівника Прокуратури Київського району міста Харкова.
З березня 2014 в прокуратурі Харківської області: на посадах: старший прокурор відділу захисту інтересів громадян і держави при виконанні судових рішень управління представництва, захисту інтересів громадян та держави в суді, прокурор відділу нагляду за дотриманням законів спецпідрозділами та іншими органами, які ведуть боротьбу з організованою злочинністю, і процесуального керівництва управління нагляду за дотриманням законів спецпідрозділами та іншими органами, які ведуть боротьбу з організованою злочинністю і корупцією, заступник начальника відділу нагляду за дотриманням законів спецпідрозділами та іншими органами, які ведуть боротьбу з організованою злочинністю, і процесуального керівництва управління нагляду за дотриманням законів спецпідрозділами та іншими органами, які ведуть боротьбу з організованою злочинністю і корупцією, заступник начальника управління — начальник відділу нагляду за дотриманням законів спецпідрозділами та іншими органами, які ведуть боротьбу з організованою злочинністю, і процесуального керівництва управління нагляду за додержанням законів спецпідрозділами та іншими органами, які ведуть боротьбу з організованою злочинністю і корупцією.
З листопада 2014 по грудень 2015 — прокурор Київського району міста Харкова Харківської області.
З грудня 2015 працював у Харківській місцевій прокуратурі № 2 Харківської області першим заступник керівника, а з січня 2017 по вересень 2019 — керівником прокуратури.
З 1 жовтня 2019 і дотепер — прокурор Харківської області.

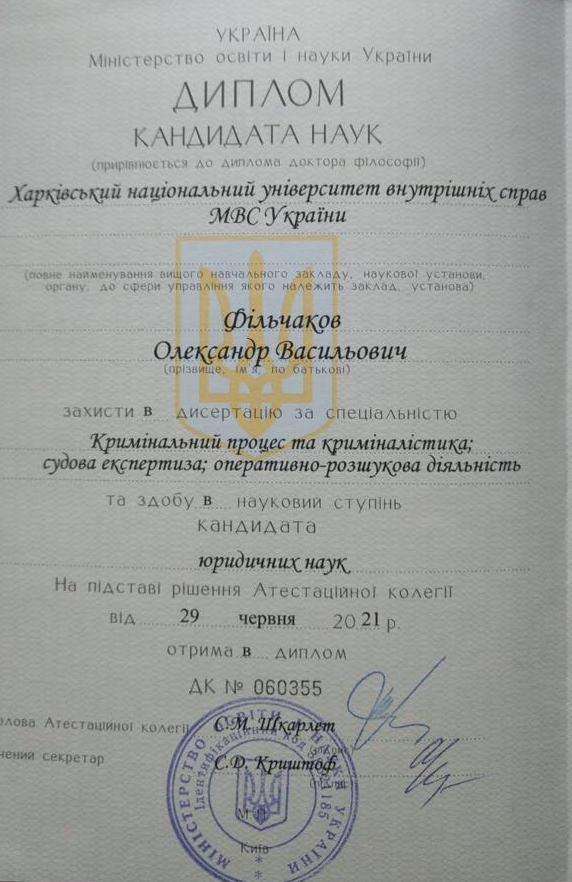
Диплом кандидата наук

У 2021 захистив дисертацію за спеціальністю «Кримінальний процес та криміналістика; судова експертиза; оперативно-розшукова діяльність» та здобув науковий ступінь кандидата юридичних наук. На підставі рішення Атестаційної колегії від 29 червня 2021 р. отримав диплом ДК № 060355.
Одружений з Фільчаковою Юлією Ігорівною, виховують трьох дітей (Гліб, Данило і Софія).
25 жовтня 2024 звільнився з посади прокурора Харківської області, про що повідомив минулий генеральний прокурор України Андрій Костін. 

## Резонансні розслідування
Під керівництвом і за безпосередньої участі Олександра Фільчакова прокуратурою області проведено кілька резонансних розслідувань:
- У Харкові викрили двох керівників виправних колоній і підприємця на злочинній схемі з продажу продуктів, які поставлялися в колонію[23].
- У Харківській області працівники лісгоспу незаконно вирубали дерев на понад 5,5 млн гривень[24][25] та 4,2 млн гривень[26].
- Харківська міська рада в обхід торгів відчужила 61 приміщення в Вовчанському районі[27].
- Прокуратура викрила кілька казино в Харкові, які «прикривали» правоохоронці[28].
- Оголошено про підозру колишньому заступнику начальника Податкової поліції в Харківській області в розтраті майна, вчиненій в особливо великих розмірах групою посадових осіб[29].

## Розшук
30 липня 2023 року Олександра Фільчакова оголошено у розшук окупаційною владою Харківської області. 

## Відзнаки
- Заслужений юрист України (2021)[31]
- Нагрудний знак Генеральної прокуратури України «Подяка за сумлінну службу в органах прокуратури» III ступеня.
- Нагрудний знак Генеральної прокуратури України «За бездоганну службу в органах прокуратури».
- Нагрудний знак «Почесний працівник прокуратури України» (2022).
- Грамота Голови Верховної Ради України за заслуги перед Українським народом (2022).
- Відзнака Головного управління розвідки Міністерства оборони України «За сприяння воєнній розвідці України» II ступеня (2023).